# Mike Parkes
Michael Johnson Parkes (Richmond, Surrey, 1931. szeptember 24. – Olaszország, Torino, 1977. augusztus 28.) angol autóversenyző.
Hét Formula–1-es nagydíjon vett részt, 1959. július 18-án debütált. Két dobogós helyezést ért el, és összesen 14 világbajnoki pontot szerzett. Szintén szerzett még egy pole-pozíciót is. Amikor nem versenyzett, Parkes közlekedési mérnökként dolgozott.

## Pályafutása

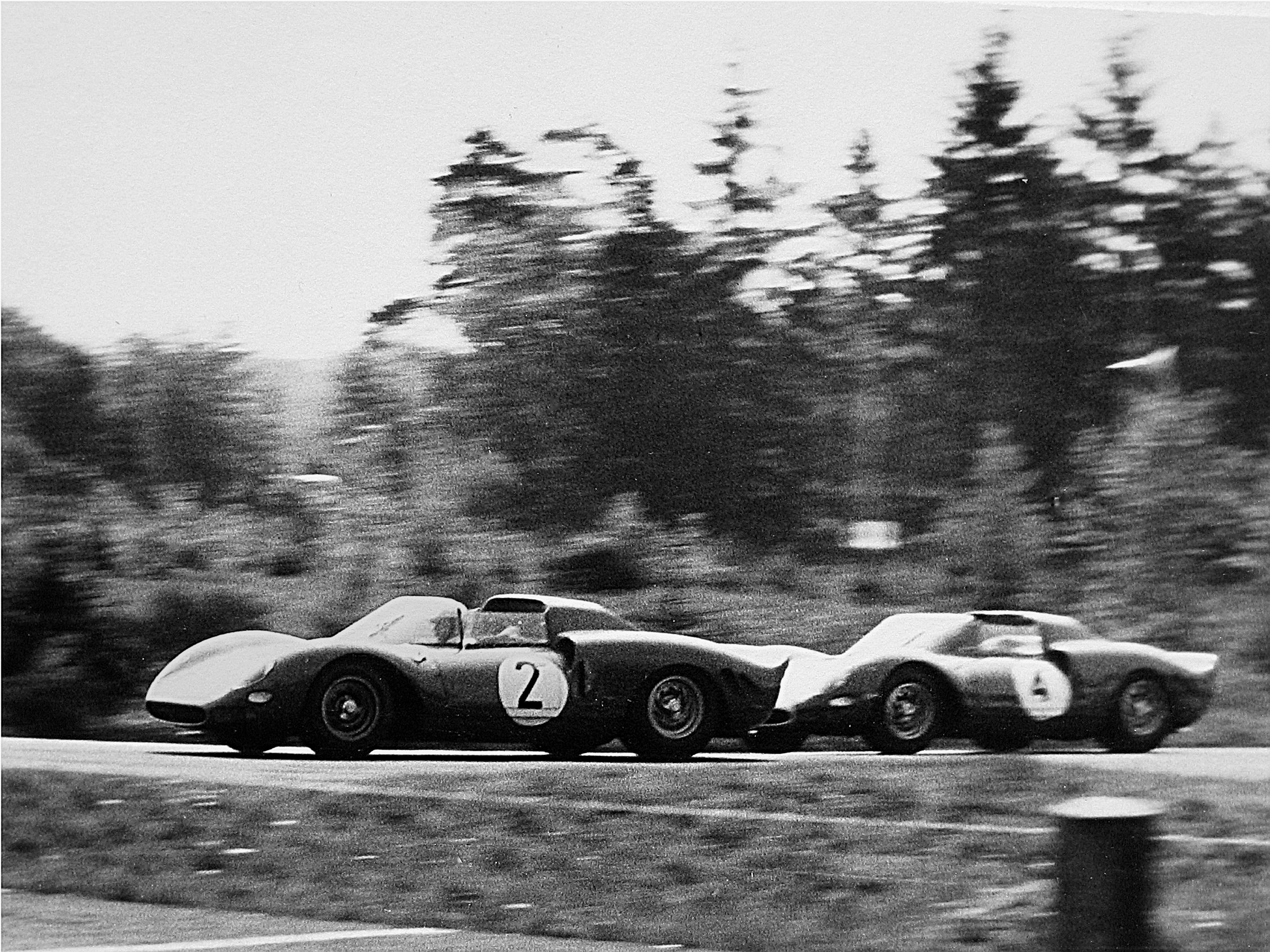
Parkes az 1965-ös Nürburgringi 1000 km-es versenyen Graham Hill előtt, mindketten Ferrariban.

Willy Mairesse és Parkes a második helyen végeztek az 1962 májusában megrendezett Nürburgringi 1000 km-es versenyen. Ferrarijuk az azonos márkával versenyző Phil Hill és Olivier Gendebien által vezetett győztes autó után ért célba. A verseny 44 körös volt. Parkes pusztán egy autóhosszal végzett Graham Hill mögött a 28. Royal Automobile Club tourist trophy versenyen 1963 augusztusában. Umberto Maglioli és Parkes vezette a Ferrarik közül az egyiket, amelyek elfoglalták az első öt rajthelyet az 1964-es Sebringi 12 órás autóversenyen. A Ferrarikat új erőművekkel szerelték fel. Parkes ideje 3:10.4 volt. A versenyen Parkes új sebességi rekordot állított fel, és a valaha megtett legtöbb mérfölddel nyert.
Parkes és Maglioli, első alkalommal együtt dolgozva, tekintélyes távolsággal végeztek a Ferrarit vezető Ludovico Scarfiotti és Nino Vaccarella előtt. Parkes összeállt Jean Guichetval a Ferrarinál, hogy teljesítsék az 1000 km-es Classic of Monzát 1965 áprilisában. A 30 éves svájci Tommy Spichiger azonnal meghalt, amikor a Ferrari 365-ös prototípusával a pályára hajtott és az autó lángba borult. Parkes és Guichet győztek a legtöbbet vezetett Ferrari prototípusukkal, miután elvették a vezetést a John Surtees és Ludovico Scarfiotti párostól.

## Formula–1
Parkes első Ferraris versenyén egy 2. helyet szerzett a Reims-en rendezett 1966-os francia nagydíjon. Jack Brabham nyerte a versenyt, és csapattársa, Denny Hulme jött be a 3. helyre a Brabham-Repcóval. Parkes megnyerte a nemzetközi Formula–1 versenyt Silverstoneban Brabham előtt 1967 áprilisában. Az 52 körös verseny volt az első Parkes szülőhazájában. A 152,36 mérföldes versenyt 1:19:39,25 alatt teljesítette 114,65 mph átlagsebességgel. A Ferrari úgy döntött, hogy benevez két 1996-os modellel az 1967-es Siracusa nagydíjra. Ez a verseny nem számított bele a Formula–1-es világbajnokságba. Az autókat Parkes és Scarfiotti vezették, Parkes vezetésével kettős győzelmet szereztek. Pikes Formula–1-es karrierje véget ért, miután eltörte mindkét lábát az 1967-es belga nagydíjon.

## Teljes Formula–1-es eredménysorozata
(Táblázat értelmezése)

(Félkövér: pole-pozícióból indult; dőlt: leggyorsabb kört futott) 

| Év   | Csapat           | Modell         | Motor             | 1   | 2   | 3     | 4       | 5       | 6       | 7     | 8   | 9   | 10  | 11  | Helyezés | Pontok |
| ---- | ---------------- | -------------- | ----------------- | --- | --- | ----- | ------- | ------- | ------- | ----- | --- | --- | --- | --- | -------- | ------ |
| 1959 | David Fry        | Fry (F2)       | Climax Straight-4 | MON | 500 | NED   | FRA     | GBR DNQ | GER     | POR   | ITA | USA |     |     | Hn       | 0      |
| 1966 | Scuderia Ferrari | Ferrari 312/66 | Ferrari V12       | MON | BEL | FRA 2 | GBR     | NED Ret | GER Ret | ITA 2 | USA | MEX |     |     | 8.       | 12     |
| 1967 | Scuderia Ferrari | Ferrari 312/66 | Ferrari V12       | RSA | MON | NED 5 | BEL Ret | FRA     | GBR     | GER   | CAN | ITA | USA | MEX | 16.      | 2      |

## Közlekedési Mérnök
Parkes a Rootes csoportnál dolgozott 1950-1962 között, először mint gyakornok. A Rootes-nál az egyik szerepe projekt mérnökként a Hillman Imp fejlesztése volt. 1963-ban csatlakozott a Ferrarihoz fejlesztési mérnökként a közúti autók, nevezetesen a 330 GTC és a GT sportkocsik vezetőjeként. A munkától való távollétét követően, a komoly Formula–1-es balesete után visszatért a Ferrarihoz 1969-ben.
1974-ben elvállalt egy munkát, mint fő fejlesztési mérnök a Lancia Stratos fejlesztésében.

## Külső hivatkozások
- www.mikeparkes.eu Archiválva 2014. december 17-i dátummal a Wayback Machine-ben Teljesebb életrajz és több, mint 150 fénykép